# Palazzo Bianchi Bandinelli
Palazzo Bianchi Bandinelli è un edificio storico di Siena situato in via Roma, all'incrocio con via San Girolamo e di fronte all'arco di San Maurizio.

## Storia
Il palazzo fu costruito nel 1795 per volere del conte Antonio Domenico Bianchi Bandinelli Paparoni e ultimato nel 1804 dal figlio Giulio, personalità di spicco della Siena napoleonica: sarà infatti ciambellano della regina d'Etruria, maire di Siena, prefetto del dipartimento dell'Ombrone, e governatore di Siena dopo la restaurazione.
Per la costruzione del palazzo fu necessario demolire la struttura dell'ex convento e ospizio della Maddalena, che costituiva il centro dell'omonimo borgo che sorgeva nell'area di via Roma; anche alcuni edifici adiacenti vennero demoliti, inclusa la casa che appartenne ai Mattioli e dove era nato Pietro Andrea Mattioli nel 1501. Per migliorare il decoro della zona, Bianchi Bandinelli fece anche restaurare gli edifici vicini, quali quelli ai civici 1-3-5 e 7-11-13 di via Roma.

## Descrizione
Particolari ambienti di pregio sono l'atrio con il grande stemma gentilizio, il cortile decorato con delle sculture, e alcune stanze affrescate, come i dipinti mitologici del pittore Luigi Ademollo o gli stucchi realizzati da Pietro Rossi. L'originale cappella del palazzo è andata perduta.
All'esterno una lapide ricorda qui la nascita di Pietro Andrea Mattioli.